# Lycosa sigridae
Lycosa sigridae este o specie de păianjeni din genul Lycosa, familia Lycosidae. A fost descrisă pentru prima dată de Strand, 1917. Conform Catalogue of Life specia Lycosa sigridae nu are subspecii cunoscute.